# Nothin’ but the Truth
Nothin’ but the Truth ist ein Jazzalbum von Jessica Williams. Die am 26. Februar 1986 im Master Track Productions Studio in Hayward, Kalifornien entstandenen Aufnahmen erschienen 1986 auf Black-Hawk Records.

## Hintergrund
Nach dem Livealbum Trio, das einen Auftritt der Pianistin Jessica Williams mit John Wiitala (Bass) und Bud Spangler (Schlagzeug) am 3. Januar 1986 in der Great American Music Hall in San Francisco dokumentiert, nahm sie einen Monat später in gleicher Besetzung ein Studioalbum auf. Nachdem die Pianistin seit den 1970er-Jahren eine Reihe von Alben für kleinere Labels wie Adelphi, Clean Cuts und im Eigenverlag veröffentlicht hatte, bekam sie nun Gelegenheit, ein Album für das kalifornische Jazzlabel Black-Hawk Records einzuspielen. Jessica Williams spielte auf Nothin’ but the Truth mehrere eigene Stücke, außerdem zwei Kompositionen von Thelonious Monk (’Round Midnight und Ugly Beauty) und den Standard Stars Fell on Alabama von 1934, geschrieben von Frank Perkins und Mitchell Parish.

## Titelliste
- Jessica Williams: Nothin’ but the Truth (Blackhawk Records BKH 51)[1]

1. Nothin’ but the Truth 5:47
2. Kristen 7:12
3. Monk’s Hat 7:01
4. ’Round Midnight (Monk) 5:44
5. Dog Days 5:46
6. Ugly Beauty (Monk) 6:28
7. Stars Fell on Alabama (Mitchell Parish, Frank Perkins) 5:21

Wenn nicht anders vermerkt, stammen die Kompositionen von Jessica Williams.

## Rezeption
Scott Yanow verlieh dem Album in Allmusic vier Sterne und schrieb, bis 1986 habe die Pianistin Jessica Williams weitgehend ihren eigenen Stil und Sound entwickelt. Beeinflusst von Thelonious Monk, improvisiere sie aber mit ihrer eigenen Stimme und einer ziemlich phänomenalen Technik. Jessica Williams’ geistreiches und durchweg überraschendes Spiel mit ihrem Trio sei ziemlich einprägsam und unterhaltsam.